# دالاسيت

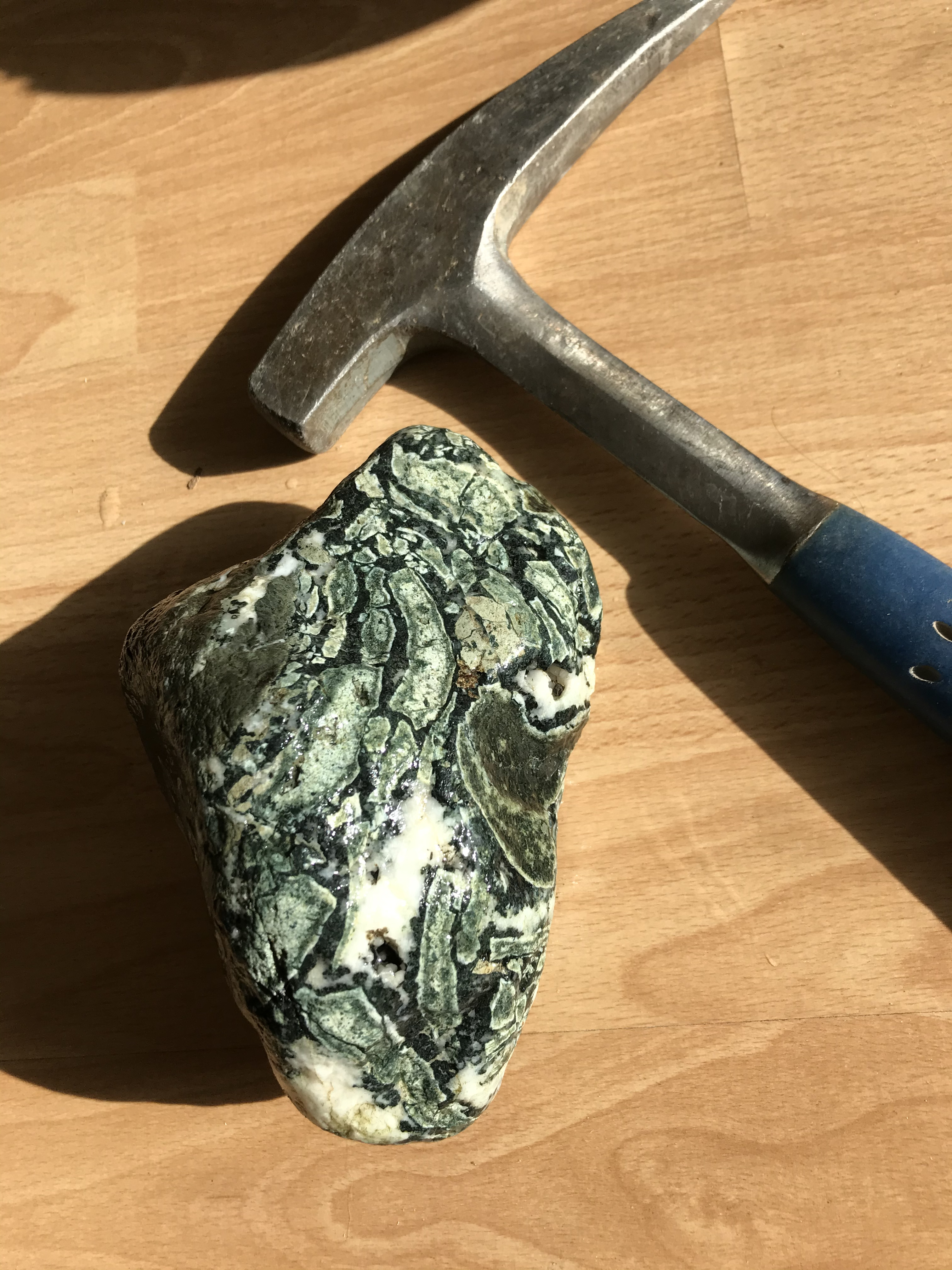
عينة من دالاسيت من جزيرة فانكوفر

دالاسيت هو بريشيا تتكون من شظايا مستطيلة أو شبه مستطيلة بشكل واضح، منحنية الخطوط تمثل الحواف المشقوقة من وسادة البازلت (انظر: هيالوكلاستيت Hyaloclastite). عادةً ما تتغير هذه المادة جزئيًا إلى كلوريت وإيبيدوت وكوارتز وكربونات، والاسم المحلي لها "دالاسيت". وتأتي تسمية الحجر دالاسيت من دالاس، فيكتوريا، كولومبيا البريطانية. ويعتبر الحجر غير الرسمي لعاصمة كولومبيا البريطانية. عُثر على الدالاسيت في الصخور البركانية الترياسية في جزيرة فانكوفر ويُعتبر ثالث أهم مادة من الأحجار الكريمة في كولومبيا البريطانية.